# 高巖 (萬曆進士)
高巖（1549年—？），字魯瞻，號仁峯，山西太原府石州寧鄉縣人，民籍，明朝政治人物。

## 生平
隆慶元年（1567年）丁卯科山西鄉試第二十二名舉人，曾任山西大同縣儒學教諭，萬曆十四年（1586年）中式丙戌科會試二百六十四名，三甲第二百七十五名進士。吏部觀政。

## 家族
曾祖高永軾；祖父高全；父高世科，曾任恩榮壽官。母陳氏。兄高崧，知縣；高巍，廪生。弟高嶽，嘉靖甲子舉人。